# Random Lake
Random Lake is een plaats (village) in de Amerikaanse staat Wisconsin, en valt bestuurlijk gezien onder Sheboygan County.

## Demografie
Bij de volkstelling in 2000 werd het aantal inwoners vastgesteld op 1551. In 2006 is het aantal inwoners door het United States Census Bureau geschat op 1606, een stijging van 55 (3,5%).

## Geografie
Volgens het United States Census Bureau beslaat de plaats een oppervlakte van 4,1 km², waarvan 3,3 km² land en 0,8 km² water. Random Lake ligt op ongeveer 271 m boven zeeniveau.

## Plaatsen in de nabije omgeving
De onderstaande figuur toont nabijgelegen plaatsen in een straal van 12 km rond Random Lake.